# Institut supérieur des techniques appliquées
L'Institut supérieur de techniques appliquées (ou en sigle ISTA) est une institution publique de la république démocratique du Congo située à Kinshasa dans la commune de Barumbu.

## Historique
Cette institution de la République démocratique du Congo est née de la fusion en 1971 de trois instituts : le Centre de formation météorologique (CFM) l'Institut d’aviation civile (IAC) et l'École nationale des postes et télécommunications (ENPT). Initialement appelé Institut de météorologie, d’aviation civile et de télécommunication, l'institut prendra le nom actuel en 1973.
En 2020, l'établissement se voit doter de 1,4 million de dollars par la Banque mondiale pour s'équiper notamment d'un simulateur de contrôle de la circulation aérienne.

## Organisation
L'ISTA est composé de onze (11) sections :
1. section préparatoire
2. section tronc commun de l'ingénieur (TCI)
3. section aviation civile comprenant deux orientations : le système de navigation aérienne et l'exploitation aéronautique.
4. section électricité comprenant deux orientations : les énergies renouvelables et l'électricité industrielle
5. section mécanique
6. section électronique
7. Section télécommunications
8. Section informatique
9. section météorologie
10. Section environnement
11. section maintenance comprenant deux orientations: maintenance industrielle et maintenance des appareils médicaux ou ingénierie biomédicale

## Personnalités liées

### Directeur général
- Prof. Dr. Ir. Anaclet KAHULI Bititi

### Enseignants
- Godefroid Mayobo Mpwene Ngantien

### Alumni
- Thérèse Kirongozi
- Thomas Luhaka